# Nederland op de Olympische Winterspelen 1976
Tijdens de Olympische Winterspelen van 1976 die in Innsbruck, Oostenrijk werden gehouden nam Nederland voor de tiende keer deel. Zeven olympiërs namen deel, één bij het kunstschaatsen en zes bij het schaatsen. De Chef de mission voor deze spelen was Bram Leeuwenhoek. In totaal werden er zes medailles gewonnen; één gouden, twee zilveren en drie bronzen.

## Medailleoverzicht
| Sport          | Olympiër        | Discipline   | Medaille |
| -------------- | --------------- | ------------ | -------- |
| Schaatsen      | Piet Kleine     | 10.000 m (m) | Goud     |
| Kunstschaatsen | Dianne de Leeuw | vrouwen      | Zilver   |
| Schaatsen      | Piet Kleine     | 5000 m (m)   | Zilver   |
| Schaatsen      | Hans van Helden | 1500 m (m)   | Brons    |
| Schaatsen      | Hans van Helden | 5000 m (m)   | Brons    |
| Schaatsen      | Hans van Helden | 10.000 m (m) | Brons    |

## Deelnemers en resultaten

### Kunstrijden
| Olympiër        | Discipline (deelname) | Resultaat | Prestatie                                                               |
| --------------- | --------------------- | --------- | ----------------------------------------------------------------------- |
| Dianne de Leeuw | vrouwen               | Zilver    | r/m: 7x2 (pc/rm: 14) (2-2-3-2-2-3-2-2-2; pc/9: 20) puntentotaal: 190,24 |

### Schaatsen
| Olympiër (deelname)  | Discipline   | Resultaat | Prestatie         |
| -------------------- | ------------ | --------- | ----------------- |
| Jan Bazen            | 500 m (m)    | 6e        | 39,78 (+0,61)     |
| Jan Bazen            | 1000 m (m)   | DNS       |                   |
| Jan Derksen          | 5000 m (m)   | DNS       |                   |
| Hans van Helden      | 500 m (m)    | 19e       | 40,91 (+1,74)     |
| Hans van Helden      | 1000 m (m)   | 5e        | 1.20,85 (+1,53)   |
| Hans van Helden      | 1500 m (m)   | Brons     | 2.00,87 (+1,49)   |
| Hans van Helden      | 5000 m (m)   | Brons     | 7.26,54 (+2,06)   |
| Hans van Helden      | 10.000 m (m) | Brons     | 15.02,02 (+11,43) |
| Piet Kleine          | 1000 m (m)   | 18e       | 1.23,00 (+3,68)   |
| Piet Kleine          | 1500 m (m)   | 6e        | 2.02,28 (+2,90)   |
| Piet Kleine          | 5000 m (m)   | Zilver    | 7.26,47 (+1,99)   |
| Piet Kleine          | 10.000 m (m) | Goud      | 14.50,59          |
|                      |              |           |                   |
| Annie Borckink       | 500 m (v)    | 23e       | 46,00 (+3,24)     |
| Annie Borckink       | 1000 m (v)   | 16e       | 1.32,50 (+4,07)   |
| Annie Borckink       | 1500 m (v)   | 12e       | 2.22,06 (+5,48)   |
| Annie Borckink       | 3000 m (v)   | 15e       | 4.56,75 (+11,56)  |
| Christa Jaarsma      | 500 m (v)    | 19e       | 45,45 (+2,69)     |
| Christa Jaarsma      | 1000 m (v)   | 23e       | 1.34,63 (+6,20)   |
| Christa Jaarsma      | 1500 m (v)   | 16e       | 2.23,98 (+7,40)   |
| Christa Jaarsma      | 3000 m (v)   | 20e       | 5.00,08 (+14,89)  |
| Sijtje van der Lende | 500 m (v)    | 24e       | 46,06 (+3,30)     |
| Sijtje van der Lende | 1000 m (v)   | 11e       | 1.31,66 (+3,23)   |
| Sijtje van der Lende | 1500 m (v)   | 13e       | 2.22,10 (+5,52)   |
| Sijtje van der Lende | 3000 m (v)   | 9e        | 4.50,86 (+5,67)   |
| Klaas Vriend         | 500 m (m)    | DNS       |                   |
| Klaas Vriend         | 1500 m (m)   | DNS       |                   |
| Klaas Vriend         | 10.000 m (m) | DNS       |                   |

Andorra · Argentinië · Australië · België · Bondsrepubliek Duitsland · Bulgarije · Canada · Chili · Duitse Democratische Republiek · Finland · Frankrijk · Griekenland · Groot-Brittannië · Hongarije · IJsland · Iran · Italië · Japan · Joegoslavië · Libanon · Liechtenstein · Nederland · Nieuw-Zeeland · Noorwegen · Oostenrijk · Polen · Roemenië · San Marino · Sovjet-Unie · Spanje · Taiwan · Tsjecho-Slowakije · Turkije · Verenigde Staten · Zuid-Korea · Zweden · Zwitserland